# GVA 7500
De GVA 7500 is een ontwerp van een halfafzinkbaar platform van GVA. Het bestaat uit twee parallelle pontons met elk twee kolommen met daarop het werkdek.

## GVA 7500-serie
| Naam              | Werf | Jaar | IMO-nummer |
| ----------------- | ---- | ---- | ---------- |
| West Hercules     | DSME | 2008 | 8768763    |
| West Aquarius     | DSME | 2008 | 8768775    |
| Deepsea Atlantic  | DSME | 2009 | 8769042    |
| SSV Victoria      | DSME | 2009 | 8769547    |
| Deepsea Stavanger | DSME | 2010 | 8769092    |
| Bicentenario      | DSME | 2011 | 8770687    |
| La Muralla IV     | DSME | 2012 | 8770091    |
| SSV Catarina      | DSME | 2012 | 9612727    |
| Deepsea Aberdeen  | DSME | 2014 | 9652234    |